# Paraulopus maculatus
Paraulopus maculatus is een  straalvinnige vissensoort uit de familie van paraulopiden (Paraulopidae). De wetenschappelijke naam van de soort is voor het eerst geldig gepubliceerd in 1967 door Kotthaus.
De soort staat op de Rode Lijst van de IUCN als Onzeker, beoordelingsjaar 2009.